# Монро (округ, Миссисипи)
Округ Монро (англ. Monroe County) — округ штата Миссисипи, США. Население округа на 2000 год составляло 38014 человек. Административный центр округа — город Абердин.

## История
Округ Монро основан в 1821 году.

## География
Округ занимает площадь 1978.8 км2.

## Демография
Согласно переписи населения 2000 года, в округе Монро проживало 38014 человек (данные Бюро переписи населения США). Плотность населения составляла 19.2 человек на квадратный километр.